# Sestao
Sestao város Spanyolországban,  Bizkaia tartományban. Sestao Barakaldo, Trapagaran, Portugalete, Leioa és Erandio községekkel határos. Lakosainak száma 28 228 fő (2024).

## Népesség
A település népessége az utóbbi években az alábbiak szerint változott:
| Lakosok száma | 32 533 | 30 766 | 29 718 | 29 476 | 28 831 | 28 288 | 27 744 | 27 296 | 27 533 | 28 228 |
|               | 2001   | 2004   | 2007   | 2009   | 2012   | 2014   | 2017   | 2019   | 2022   | 2024   |